# Жуково (Дагестан)
Жуково — упразднённый хутор в Хасавюртовском районе Дагестана. Точная дата упразднения не установлена.

## География
Располагался в 4 к западу от центра города Хасавюрт, на так называемом Новолакском кольце.

## История
По данным на 1914 г. хутор Жуков состоял из 9 дворов, во владении хутора находилось 230 десятин земли, в том числе 200 — удобной и 20 — леса. В административном отношении подчинялся Хасав-Юртовскому слободскому правлению Терской области. Разорен и покинут населением в годы гражданской войны. В 1929 г. хутор Жуково входил в состав Хасав-Юртовского сельского совета и состоял из 12 хозяйств. Последний раз отмечен в 1941 г. на карте генштаба РККА юга России.

## Население
В 1914 г. на хуторе проживало 65 человек (31 мужчина и 34 женщины), 100 % населения — русские. В 1929 году на хуторе проживало 63 человека (33 мужчины и 30 женщины), 100 % населения — чеченцы.